# زقاق المدق (فلم 1995)
زقاق المدق (بالإنجليزية: Midaq Alley) (بالإسبانية: El callejón de los Milagros) أيضا صدر تحت عنوان «زقاق المعجزات The Alley of Miracles» فيلم مكسيكي لعام 1995 مقتبس من رواية تحمل نفس العنوان، للكاتب المصري «نجيب محفوظ» الحائز على جائزة نوبل للآداب عام 1988، تأليف فيسنتي لينيرو وإخراج خورخي فونس. يتعامل الفيلم مع قضايا معقدة مثل الموضوعات المتعلقة بالمثليين والسحاقيات، والطبقة الوسطى الدنيا في مكسيكو سيتي، وحياة العديد من الناس. تُروى القصة من ثلاث وجهات نظر: دون رو (إرنستو جوميز كروز)، صاحب الكانتينا حيث يجتمع معظم الرجال في القصة للشرب ولعب الدومينو، ألما (سلمى حايك)، الفتاة الجميلة في الحي ذات الأحلام والطموح، وسوزانيتا (مارجريتا سانز التي فازت بجائزة آرييل لهذا الدور)، صاحبة المجمع السكني حيث تعيش ألما والعديد من الشخصيات الأخرى. لاقى الفيلم إستحسان النقاد الدوليين. حصل على 11 جائزة من جوائز «الأكاديمية المكسيكية للسينما»، بما في ذلك أفضل فيلم في حفل توزيع جوائز آرييل السابع والثلاثين وأكثر من 49 جائزة وترشيحًا دوليًا. تم إختيار الفيلم ليمثل المكسيك لأفضل فيلم بلغة أجنبية في حفل توزيع جوائز الأوسكار رقم 68، ولكن لم يتم قبوله كمرشح.

## طاقم التمثيل
- إرنستو غوميز كروز: في دور روتيلو (دون رو)
- ماريا روجو: في دور دونا كاتا
- سلمى حايك: في دور ألما
- برونو بشير: في دور هابيل
- ديليا كازانوفا: في دور أوزيبيا
- مارجريتا سانز: في دور سوزانيتا
- كلاوديو أوبريغون: في دور دون فيدل
- خوان مانويل برنال: في دور تشافا
- هابيل وولريش: في دور زكريا
- لويس فيليبي توفار: في دور جويشو
- دانيال جيمينيز كاتشو: في دور خوسيه لويس
- جينا موريت: في دور دونا فلور
- أوسكار يولدي: في دور أوبالدو إل بويتا (الشاعر)
- إستيبان سوبيرانيس: في دور جيمي
- يوجينيا لينيرو: في دور تينا
- تياري سكاندا: في دور مارو

## أحداث الفيلم
حياة سكان منطقة «الكاليجيون دي لوز ميلاجروز» في وسط مدينة مكسيكو، متماسكة تمامًا. يمتلك دون رو الذي يبلغ من العمر خمسين عامًا «كانتينا» صغيرة حيث يقضي جميع الرجال فترة بعد الظهر في لعب الدومينو وإحتساء المشروبات. لقد سئم دون رو من زوجته أوزيبيا وإكتشف مؤخرًا مشاعر جديدة في قلبه، لا يهم إذا كانت هذه المشاعر لا تستهدف سيدة شابة ولكن إلى كاتب شاب، كما تقول إحدى الشخصيات، «إنه حب أفلاطوني». لا يحب تشافا ابن دون رو ما يراه ويكاد يقتل عشيق والده. هربًا من غضب دون رو، يهرب تشافا إلى الولايات المتحدة مع صديقه أبيل الذي يقع في حب عميق مع ألما الجميلة، ابنة دونا كاتا، وهي قارئة التاروت ذات الحظ السيئ في الحب.
فصول الرواية
الفيلم مقسم إلى أربعة فصول متتالية وذات عناوين واضحة. تم تسمية الثلاثة الأولى على أسماء الأفراد الرئيسيين، والرابع يختتم القصة. يبدأ كل فصل في نفس الوقت، بنفس لعبة الدومينو، ويصف نفس الفترة الزمنية، ولكن من وجهة نظر الأشخاص المذكورين؛ تحكي الفصول قصة كل شخص. وهكذا يزود كل فصل المشاهد بالتفاصيل التي تساعد في شرح أحداث الفصول الأخرى.
فصل «روتيلو» يتعامل مع إستياء دون رو من زواجه وعلاقة الحب المثلي المختبئة بشكل سيئ مع شاب.
فصل «الما» يتعامل مع حياة ألما ووقوعها في حب هابيل، الذي يسافر مع تشافا إلى الولايات المتحدة وتختفي ألما من المنطقة، حيث تم إغواءها وينتهي بها الأمر في بيت الدعارة.
فصل «سوزانيتا» مالكة الأرض ذات الأسنان القبيحة التي يتم إيقاظ مشاعرها وآمالها الرومانسية، وتتزوج جويشو.
فصل «العودة» ويصف عودة هابيل وشافا، وبحث هابيل عن ألما. يتزوج تشافا ويعيش مع زوجته وطفل رضيع. يجد هابيل ألما في بيت الدعارة، ويحاول مهاجمة قوادها ولكنه يتلقى عدة طعنات ويموت بين ذراعيها.

## استقبال الفيلم
كتب غييرمو رافاشينو على موقع سينيسمو 1995: «الفيلم يصور، دون تحيز أو رحمة، رجولية الكهوف، والقسوة بلا عقاب، وآلاف الوجوه القوادة التي تتعايش مع أنقى المشاعر في القرية المكسيكية اليوم. وهذا يجعله أكثر من مجرد فيلم أمريكي لاتيني رائع... يجعله عالمياً».
كتب دينيس شوارتز على موقعه النقدي في 18 أبريل 2000: «على الجانب الإيجابي، تم نسج القصص معًا بشكل معقد بحيث يكون لها معنى... هناك الكثير من الفكاهة في سرد القصص والتمثيل مناسب، بخلاف ذلك، يبدو الفيلم في الغالب كمسلسل تلفزيوني طويل، مع القليل من المفاجآت».
كتب لورنس فان جيلدر على صحيفة نيويورك تايمز في 24 أبريل 1998: «صنع في المكسيك عام 1994، تم اقتباسه من رواية نجيب محفوظ، المصري الحائز على جائزة نوبل للآداب عام 1988، ولكن نظرًا لتشابه الفيلم مع المسلسلات التليفزيونية، تبرز الشكوك في أن بعض الثقل الفكري ربما يكون قد فقد في الترجمة، حتى عندما تم نقل المكان من القاهرة في الأربعينات إلى شارع مزدحم في مكسيكو سيتي في التسعينات... الفيلم أملس وسطحي، يمكن أن يؤخذ على أنه فيلم طويل أو مسلسل قصير ولكن ليس دراما إنسانية عميقة».

## جوائز الفيلم من الأكاديمية المكسيكية للسينما
* أفضل فيلم
* أفضل إخراج لجورجي فونس
* أفضل ممثلة لمارجريتا سانز
* أفضل ممثل مساعد لـويس فيليب توفار
* أفضل تصميم أزياء لجايمي أورتيز
* أفضل مونتاج لكارلوس سافاج هيجو
* أفضل مكياج لإلفيا روميرو
* أفضل أغنية وموسيقى لـلوسيا الفاريس
* أفضل تصميم إنتاج لكارلوس جوتيريز
* أفضل سيناريو لـفيسنتى لينارو

## جوائز الفيلم من مهرجانات مختلفة
- جائزة خاصة للقصة من مهرجان برلين الدولي للسينما 1995: Berlin International Film Festival[14]
- جائزة إختيار المشاهدين من مهرجان شيكاغو الدولي للسينما 1995: Chicago International Film Festival[15]
- جائزة أفضل فيلم أجنبي باللغة الإسبانية من جوائز «جويا» 1996: Goya Awards[16]
- جائزة أفضل مخرج وأفضل ممثلة مساعدة لمارجريتا سانز من مهرجان جرامادو للسينما 1995: Gramado Film Festival[8]
- جائزة إختيار المشاهدين في مهرجان جودالارا للسينما 1995: Guadalajara Film Festival[17]
- جوائز مهرجان هافانا للسينما لأفضل مخرج وأفضل سيناريو وأفضل كورال 1995: Havana Film Festival[8]
- جائزة أفضل فيلم من صحافة السينما المكسيكية 1995: Mexican Cinema Journalists[18]
- جوائز مهرجان براجواي للسينما لأفضل ممثلة وأفضل ممثل لبرونو بشير 1997: Paraguay Film Festival[8]
- جائزة خاصة من مهرجان تولوز للأفلام اللاتينية 1996: Toulouse Latin America Film Festival[8]
- جوائز مهرجان فالادوليد الدولي للسينما لأفضل ممثل وأفضل مخرج 1995: Valladolid International Film Festival[19]
- الفيلم الأكثر حصدًا للجوائز في التاريخ المكسيكي (49 جائزة دولية)[20]

## روابط خارجية
- مقالات تستعمل روابط فنية بلا صلة مع ويكي بيانات